# Symposiachrus julianae
Symposiachrus julianae là một loài chim trong họ Monarchidae.